# Короваево (Рыбинский район)
Корова́ево — деревня в Михайловском сельском округе Волжского сельского поселения Рыбинского района Ярославской области.
Деревня расположена на правом берегу реки Иоды. На этом участке реки по правому берегу проходит просёлочная дорога, соединяющая деревни Короваево, Софроново, Горки, Савинское. К северу от Короваево эта дорога переходит на левый берег и в деревне Шалково выходит на автомобильную дорогу с автобусным сообщением из Рыбинска через Михайловское на Александрову Пустынь, проходящую по противоположному левому берегу Иоды. Деревня окружена заболоченными лесами, населённые пункты и сельскохозяйственные земли располагаются только по указанной дороге и берегам Иоды.
На 1 января 2007 года в деревне не числилось постоянных жителей. Почтовое отделение, находящееся в селе Михайловское, обслуживает в Короваево 1 дом.